# 白鳥橋 (荒川)

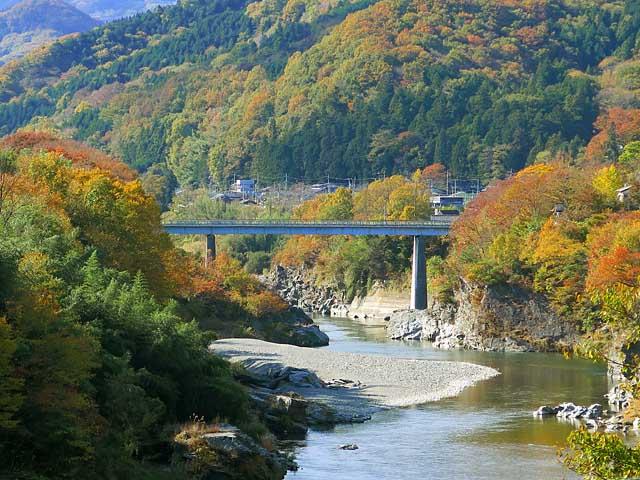
白鳥橋（2014年11月）

白鳥橋（しらとりばし）は、埼玉県秩父郡長瀞町岩田と同町野上下郷の間で荒川に架かる埼玉県道201号岩田樋口停車場線の道路橋である。また、荒船橋（あらふねばし）の異名もある。

## 概要
上流にある高砂橋とともに長瀞町域の荒川を隔てた東側と西側を結ぶ橋である。1958年架設の本橋は荒川河口から103.8 kmの位置に架けられ、橋長99.7メートル、幅員5.5メートル最大支間長44.0メートルの3径間のプレートガーダー橋（連続鋼鈑桁橋）である。水面からの高さは20メートルである。上流側には白鳥橋側道橋と呼ばれる歩道橋が密接して併設されている。側道橋に照明柱が4本立てられ照明灯が設置されている。橋の管理者は埼玉県である。両岸とも河岸段丘になっていて低水路との高低差が大きいことから堤防などの河川設備がなく、橋は右岸側と左岸側の段丘面を直接結んでいる。橋は大型車の通行が禁止されている。また、橋の取り付け道路の通行も困難となっている。橋を通る公共交通機関は特に設定されていない。橋の名前はかつて当地に存在した白鳥村に因む。

## 歴史

### 前史 - 大滝橋

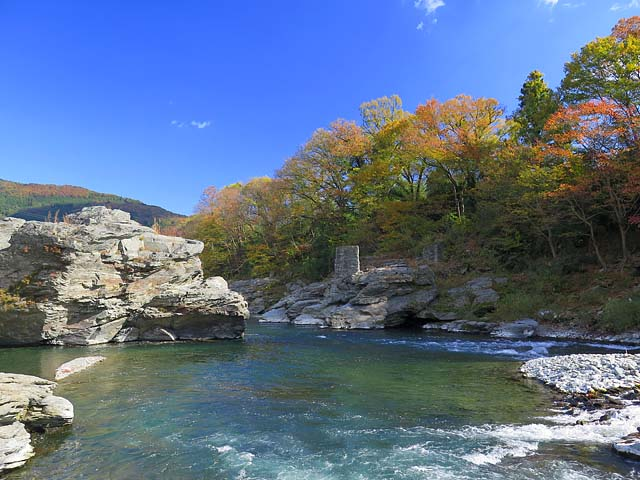
大滝橋の橋脚跡

橋が架けられる以前は「はかぜの渡し」と呼ばれる渡船場で対岸とを結んでいた。また、渇水期である冬季から春季にかけては渡船場に長さ13間（約23.6メートル）、幅4尺（約1.2メートル）の土橋を架けていた。
明治時代に白鳥橋の前身である丸木橋の「大滝橋」が、荒川のこの周辺では川幅が最も狭くなっている地点である、現在の樋口駅近辺に架けられていた。この大滝橋はこの地域では荒川に架かる唯一の橋で、その外見から地元住民により俗に「むかで橋」と呼ばれていた。橋の造りは2本の杉の丸太を岩と岩の間に渡し、2本の丸太の間に細い木の棒を丸太の下側に横に渡して結び付け、丸太の間の木の棒の上に渡り板を敷いて縄で固定するものであった。橋の材料の調達は個人所有の山から買い出した。橋の幅は尺五寸（約45 cm）で水面に近い位置に架けられていたため、増水すると川幅が狭いこともあって流速も速く、容易に流されたいわゆる流れ橋である。増水して橋が流されそうになったら橋番は丸太の元の部分を河岸の立ち木に縄で結びつけた後、橋番の通達で岩田中郷地区総出で引き上げた。この作業は雨の降る中、夜分であっても松明を焚いて行われた。減水して橋の復旧の際は岩の上に丸太を降ろし、丸太の元の部分を結び付けた縄を対岸に渡し、丸太を一本ずつ梃子を使いつつ対岸の滝の上地区の住民に縄を手繰り寄せるように引っ張ってもらい、最後に渡り板を敷くための細い棒を組み直した。夏季はこのような作業をたびたび繰り返すが、唯一の橋であることもあり、時間と労力を惜しまなかった。
明治の末期は自転車の普及に伴い、以前のままでは幅が狭く通行も危険なので架け替えることとなり、その名も「大滝三本橋」と改め、丸太を3本並べてその上に渡り板を並べる様に改造されたことにより、幅も広くなり自転車を押して渡ることもできるようになった。合わせて両岸に取り付け道路を作ることとなり、岩の上に自然石をセメントで高く積み上げた橋脚を立てて橋面と水面との間の高さを高くし、道路の橋への勾配を緩和した。これにより利便性が向上しある程度の増水には対応できたが、更なる増水で水没する際は流水抵抗を軽減するために板外しを行うが、豪雨と強風下の中での板外しのは命がけの作業で、作業中に濁流に投げ出されて死亡した実例もあった。また、橋を固定する綱が切れて流失することもあり下流に回収に向かうが、遠く畠山（現在の六堰付近）まで回収に出向いた場合もあった。橋が流失した際は場合によっては10日間以上対岸との交通が途絶え、無理に川を泳いで渡ろうとして対岸にたどり着けず、命を落とす事例もあった。なお、橋が長期に亘り不通となった際に備えて、橋の近くに物資を荒川の対岸に運搬する索道 (野猿) のような設備が地元企業の発案で設置されている時期があった。
この大滝三本橋は白鳥橋の架設により廃止され、現在は樋口駅付近の荒川の河岸や河道に大滝橋の橋台や橋脚が遺構として残されている。

### 1915年の橋

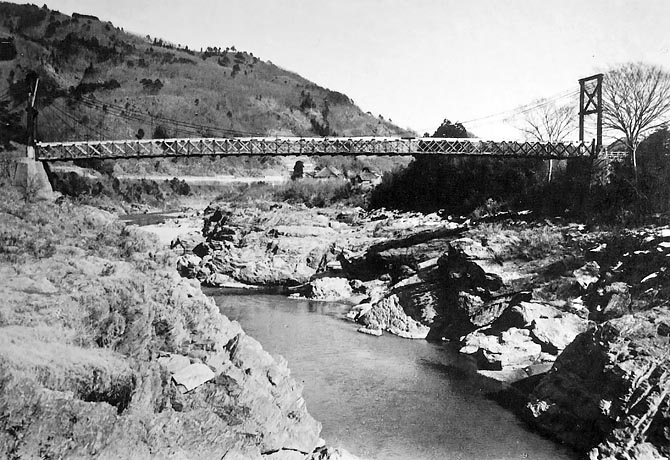
吊り橋の旧白鳥橋（1935年頃）

橋が流失すると岩田地区は孤立の状態となり不便極まりないため、大滝橋とは別の場所に白鳥橋が木造の吊り橋として当時の大沢寅次郎村長および村の有志によって架橋される事となった。 費用の一部は野上村（現、長瀞町）の補助で大半は岩田地区が負担することとなった。建設の材料は橋板用に秋田杉を買い出した他、個人の欅や近くの白鳥神社の境内の杉を伐採して得た。木材はコールタールで防腐処理が施された。取り付け道路の土地は岩田地区の人々が提供した。橋は地区民の協力で1915年（大正4年）3月に完成し、開通式が挙行された。架設当時の村長の名前から、この橋を「大沢橋」と呼ぶ村民もいた。主塔は木製で桁は木造トラスの補助材が用いられていた。単径間の橋で側径間は有していない。コールタールが塗られたため全体が黒い外見を持つ橋であった。自転車や牛車の他、自動車の通行も可能であった。白鳥橋の開通と共にしだいに自動車の交通量が増加し、頻繁に橋が傷むようになると修繕費が重くのし掛かり、交通の要路でない理由から県の負担は行わないとの事で村や地域の財政を圧迫するようになり、橋の維持が経済的に困難な状況に陥った。橋の老朽化により自動車が通行中に床板が根太（梁）もろとも破れて、運転手は一命を取り留めたが川に墜落して大破する事例もあった。

### 1958年の橋

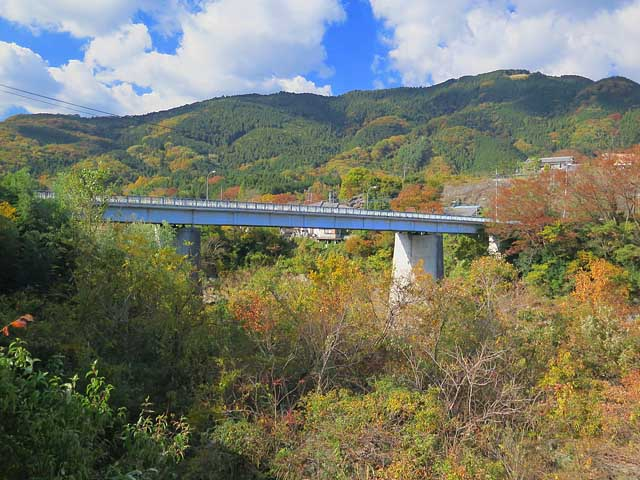
2代目白鳥橋。

白鳥橋の維持においてこのままでは地元住民の負担に堪えられないため村長の他、地元の有力者が埼玉県に陳情し、県（秩父土木事務所）が事業主体となり、県費を以て新白鳥橋の架け替えをすることとなった。新橋の架け換えの際、架橋位置において大滝橋があった停車場（樋口駅）の近辺にするか、旧橋の位置にするか、もしくはそれ以外の場所かで苦慮した。
さらに住民の中には土地が減るという理由などから架け替えに反対する者も出たが、県の係官立会いの下、旧橋の周辺を測量した結果、現在の場所に落ち着くことになった。架橋位置が決定すると今度は新橋の取り付け道路の土地収用で代替地において土地の所有者と紛糾することもあったが、多額の費用を要したが話合いの末どうにか決着した。なお、土地収用の費用は岩田地区が負担した。1958年（昭和33年）3月に旧橋の約80メートル川下の位置に現在の橋が竣工、3径間の連続鋼鈑桁橋で総工費3750万円で完工した。上部工（橋桁）は宮地鉄工所（現・宮地エンジニアリング）が施工した。合わせて左岸側161メートル、右岸側260メートルの取り付け道路も整備された。
竣工式は同年5月10日13時に橋詰にて挙行され、同時に野上第二小学校（現、長瀞第二小学校）にて祝賀会が開催された。新橋が架けられた後も旧橋の使用は継続されたが、1962年（昭和37年）6月7日に撤去されている。のちに歩行者等の安全通行の確保のため、1987年（昭和62年）度に上流側に橋脚を拡幅してそこに橋長99.8メートル、幅員2.5メートル、鋼重61.5 tの鋼鈑桁橋で歩道専用の橋である白鳥橋側道橋が設置された。上部工（橋桁）は東綱橋梁が施工した。現在はこの新白鳥橋を白鳥橋と呼ぶ。この橋は架設当時の荒船代議士や山口県議員の尽力が大きかったことから、地元住民を中心に「荒船橋」とも呼ばれた。
2016年（平成28年）に工費6,554,520円を掛けて耐震補強の設計業務が行なわれ、7月4日に完了している。翌年に工費56,279,880円を掛けて橋の耐震補強工事や、高欄の塗装の塗り替えが実施され、2018年（平成30年）2月14日に完了している。

## 周辺

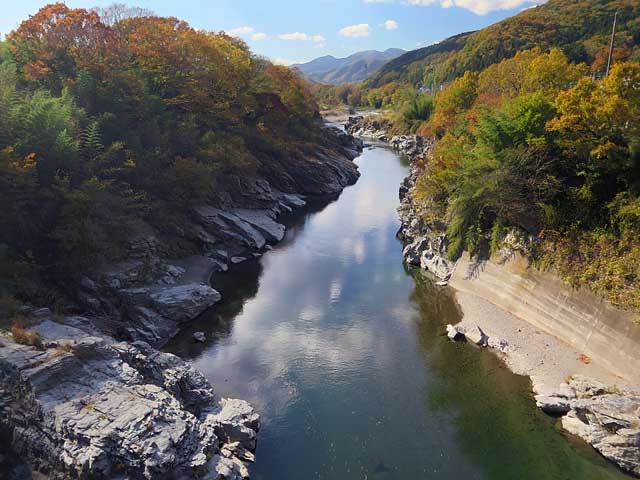
白鳥橋周辺の荒川

橋周辺は長瀞渓谷のすぐ下流に位置し、埼玉県立長瀞玉淀自然公園の区域に指定されている。河道の両岸は断崖で川岸には長瀞渓谷の様な岩肌が目立つ。岩は主に黒色片岩である。この橋の下流側の荒川は玉淀湖となっている。また、橋周辺は紅葉の穴場スポットとなっている。段丘面上は集落等の生活圏があり耕作地が多くあるが、右岸側は小規模ながら纏まった工業地も見られる。橋の下流側では長瀞町による水質検査を年2回実施している。
- 樋口駅
- 野上下郷石塔婆 - 国指定史跡[9]
- 長瀞町立長瀞第二小学校 - 1742年の「寛保大洪水」の跡を示す「寛保洪水位磨崖標」 (県指定史跡)が裏手の高台にある。
- 仲山城跡 - 橋の北側の山の中にある。
- 岩田の大岩[29]
- 道光寺 - 長瀞七草寺の一つ
- 西光寺
- 諏訪神社
- 琴平神社
- JAバンク 旧樋口支店
- 高橋沢 - 荒川の支流
- 国道140号

## その他
- 白鳥橋は埼玉県のぐるっと埼玉サイクルネットワーク構想に基づき策定された「自転車みどころスポットを巡るルート」の「ぐるっと長瀞周回ルート」の経路に指定されている[30]。

## 風景

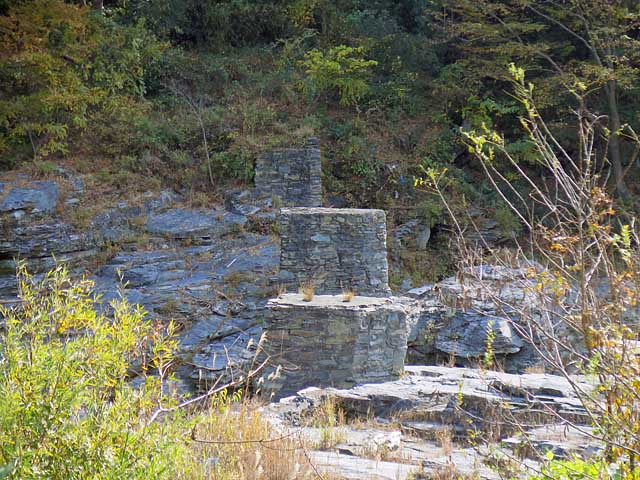
大滝橋の橋脚跡。
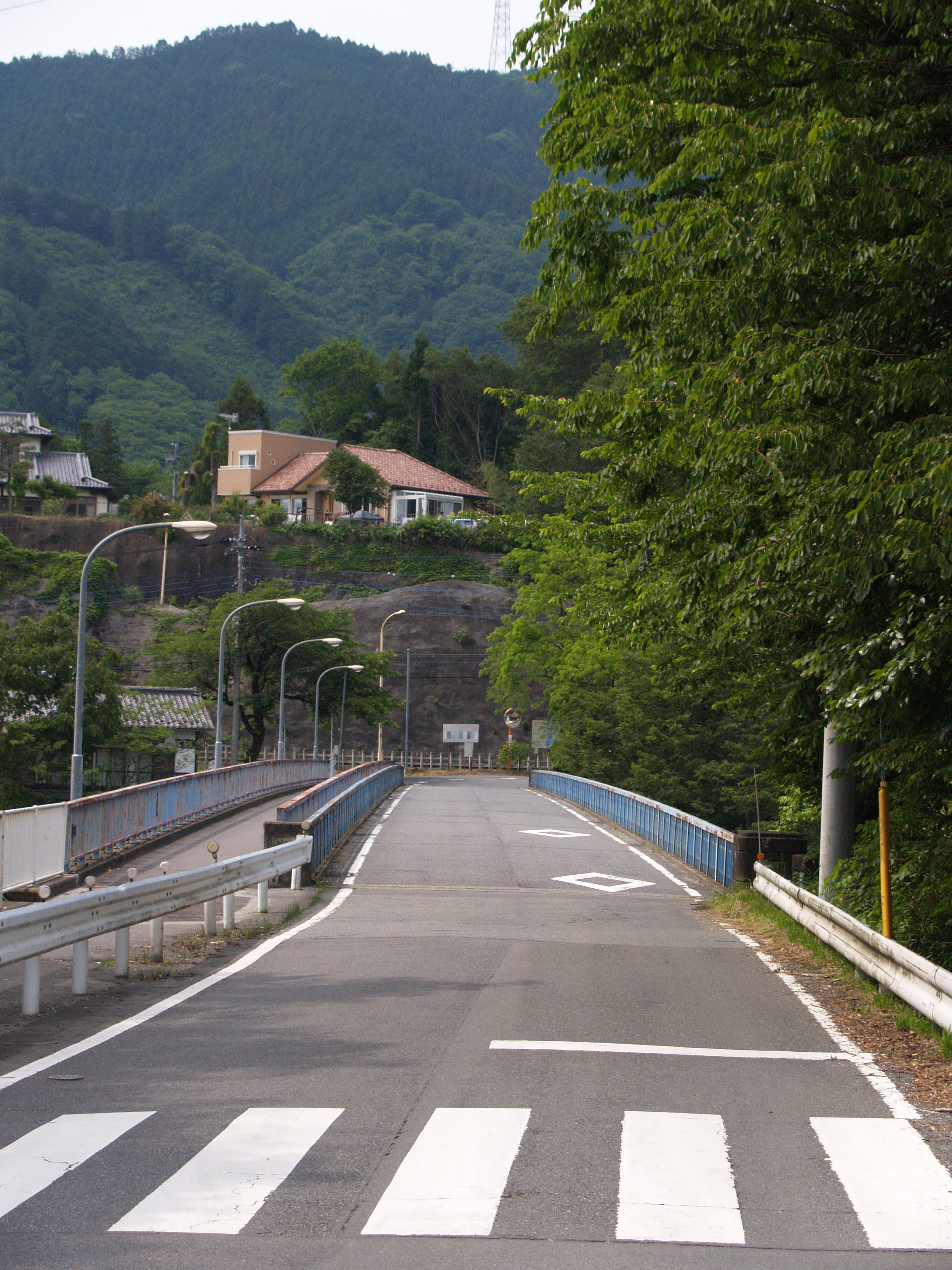
橋の南詰より望む。
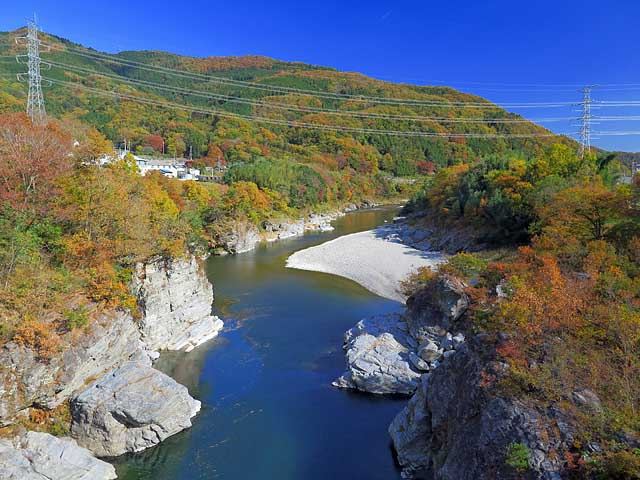
白鳥橋より下流側を望む。
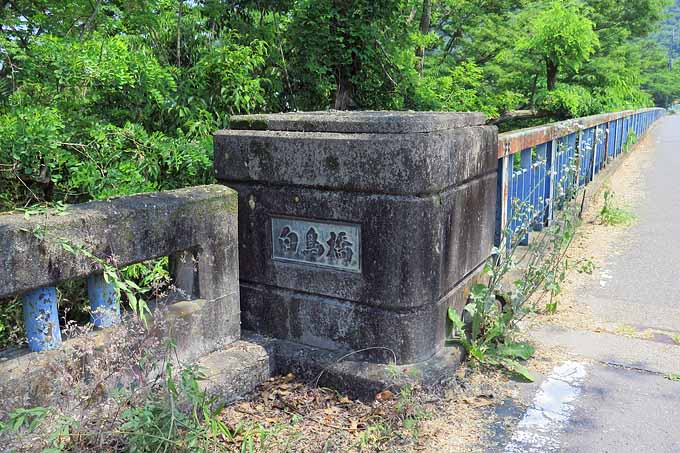
白鳥橋の左岸側親柱。

## 隣の橋
- 荒川

（上流） - 金石水管橋 - 高砂橋 - 白鳥橋 - 葉暮橋 - 寄居橋 - （下流）